# 永田正臣
永田 正臣（ながた まさおみ、1921年 - 1985年11月15日）は、日本の経済学者。
早稲田大学政治経済学部卒、1968年「明治期経済団体の研究 日本資本主義の確立と商業会議所」で商学博士。駒澤大学経済学部教授。経済学部学部長。

## 著書
- 『経済団体発展史』小藤書店、1956
- 『市民経済読本』修道社、1956
- 『経済論文作法』柏林書房、1959
- 『国民経済の構造』日刊労働通信社、1961
- 『近世イギリス経済史』税務経理協会、1966
- 『明治期経済団体の研究 日本資本主義の確立と商業会議所』日刊労働通信社 1967
- 『イギリス産業革命の研究』ミネルヴァ書房 1973

## 共編著
- 『経済史概説』塚谷晃弘共著 駿河台出版社 1953
- 『体系経済学重要文献案内』編 柏林書房 1959
- 『経済史概説』泉倭雄,塚谷晃弘共著 協同出版 1961
- 『産業革命と労働者』編 ミネルヴァ書房 1985

## 翻訳
- アーノルド・トインビー『英国産業革命史』塚谷晃弘共訳 邦光堂、1951
- ミルトン・ダーバー,エドウィン・ヤング編『現代アメリカ労働運動史 ニューディールからタフト・ハートレイ法まで』寺中良二,古庄正共訳 日刊労働通信社、1964
- C.スチュワート・ドーティ編『原典産業革命論史』監訳 熊岡洋一,友松憲彦訳 ミネルヴァ書房 1975

## 参考
- 古庄正, 「永田正臣教授の追悼号発刊によせて」『駒沢大学経済学論集』 18(1・2), p1-5, 1986-1, NAID 110007016591